# Im Tal der wilden Rosen: Verzicht aus Liebe
Verzicht aus Liebe ist ein deutsches romantisches Filmdrama von Oliver Dommenget aus dem Jahr 2006. Der Film ist Teil einer Filmreihe des ZDF, die unter dem Titel Im Tal der wilden Rosen firmiert und in deren Mittelpunkt Frauen stehen, die sich in der Pionierzeit des 19. Jahrhunderts auf neues Terrain vorgewagt und sich allen Widerständen zum Trotz ein neues Leben aufgebaut haben. Es handelt sich um den zweiten Film der Reihe, dessen Hauptrollen mit Sonsee Neu und Hardy Krüger junior sowie Gerlinde Locker, Stefan Gubser, Anne Brendler, Andreas Brucker, Sylvia Leifheit und Kim-Sarah Brandts besetzt sind.
Im Vorspann zum Film spricht Gerlinde Locker folgenden Text zur Einführung der Geschichte: „Das Tal der Wilden Rosen. Unser Tal, unsere Welt, in der wir als Siedler gelebt und gearbeitet haben. Wir haben unsere Tiere versorgt, unsere Felder bestellt, Rinderherden über das weite Land getrieben und für die harten Winter vorgesorgt. Es war kein leichtes Leben und dennoch wussten die Frauen im Tal, was es heißt, zu lieben und wie hoch der Preis ist, den man mitunter dafür zahlen muss.“

## Handlung
Bezugnehmend auf den Vorspann heißt es zu Beginn des Films: „So auch Dr. Grace Scott, von allen geschätzte und verehrte Ärztin. Grace konnte sich keinen Ort auf der Welt vorstellen, an dem sie lieber leben wollte, es sei denn, er läge am Ozean. Aber dazu später mehr. Grace kannte nur ihre Arbeit und war eine Frau mit Herz. Das Leben in unserer Stadt lief in ruhigen Bahnen und die Postkutsche hielt wie immer vor dem Hotel. So unterschiedlich wie die Menschen in unserem Tal waren, so verschieden sind ihre Lebenswege. So unvorhersehbar und voll überraschender Wendungen. Hätte man Grace am Morgen dieses Tages gesagt, dass ihr Herz auf eine der härtesten Proben gestellt werden würde, die die Liebe einem Menschen bescheren kann, hätte sie vermutlich laut aufgelacht; aber genauso geschah es an diesem schönen Sommertag.“
Die junge Ärztin Grace Scott befindet sich mit ihrem Pferdegespann gerade auf dem Rückweg in ihre Praxis, als sie mitten in der Wildnis auf einen Mann stößt, der verletzt und ohne Bewusstsein ist. Grace nimmt ihn mit in ihre Praxis, die öfter auch als kleines Hospital herhalten muss. Der Fremde stammelt während der Behandlung durch Grace den Namen Christopher. Als die Ärztin ein Kinderspielzeug in seiner Tasche entdeckt, steht die Befürchtung im Raum, dass er ein Kind bei sich hatte. Grace Bruder William Scott und dessen Freund Henry Miller reiten sofort los, um nach dem Jungen zu suchen. Als Jeremy Bernett, so heißt der Fremde, zufällig hört, dass die Männer wenig Hoffnung haben, Christopher noch rechtzeitig zu finden, zieht er sich an und reitet allein los, um nach seinem dreijährigen Sohn zu suchen. Grace folgt ihm, nachdem ihre Nichte Melly sie informiert hat. Und tatsächlich finden sie den Kleinen, der unversehrt ist. Bei Jeremy Bernett handelt es sich um den neuen Lehrer der kleinen Stadt, einen ehemaligen  Universitätsprofessor aus Boston. Der Frage nach Christophers Mutter weicht Jeremy aus. 
Zwischentext: „Noch wähnte Grace sich in Sicherheit, überzeugt davon, ihre Vernunft sei dem Ansturm ihrer Gefühle gewachsen. Aber bald sollte sie erfahren, dass nicht der Kopf das Herz regiert.“ Da Jeremys Unterkunft noch in einem sehr schlechten Zustand ist, bleibt er erst einmal bei Grace und deren Bruder wohnen und bringt das kleine Holzhäuschen für sich und seinen Sohn wieder in einen bewohnbaren Zustand. Als Grace ihm Essen vorbeibringt, kommt es zum ersten Kuss zwischen beiden. Auf Grace Frage nach seiner Familie, erzählt Jeremy ihr, dass seine Mutter ihn verlassen habe. Er sei damals gerade neun Jahre alt gewesen und sein Vater kurz zuvor verstorben. Diesen Moment, als er aufgewacht und sie nicht mehr dagewesen sei, werde er niemals vergessen. Erst durch seinen Sohn habe er wieder gelernt, zu lieben.
Als Grace Jeremy bittet bei Betty vorbeizureiten, einer Frau, die seit 25 Jahren allein in der Waldeinsamkeit lebt und von der sie Tinkturen bezieht, wird klar, dass Betty die Frau ist, die Jeremy damals verlassen hat. Betty ist aber auch die Frau, die von allen im Tal respektiert und verehrt wird, besonders von Grace. Und dann fährt auch noch eine Kutsche vor, der Caroline Bernett entsteigt, Jeremys Frau. Sie hat Mann und Kind vor einem Jahr ohne ein Wort verlassen. Sie sei eine Frau, die kein Herz habe, versichert Jeremy Grace, und dass er große Angst habe, sein Kind zu verlieren.
Von Betty erfährt Grace, dass Jeremy eigentlich Michael heißt und ihr Sohn ist, und dass sie heute ein anderer Mensch sei. Sie befürchte, ihr Sohn werde ihr niemals verzeihen können. Zwischentext: „Man behauptet, es gäbe sie nicht, die eine große Entscheidung, die den Verlauf eines ganzen Lebens bestimmt, sondern es sei immer die Summe der vielen kleinen Ereignisse, aber woran liegt es dann, dass eine einzige falsche Entscheidung reichen kann, um alle anderen richtigen unmöglich zu machen. Und warum ist es immer diese eine, die so, so unveränderlich, so endgültig ist.“ Grace findet vor der Haustür einen überaus zärtlichen Brief Jeremys, der mit den Worten endet, dass er immer nur sie lieben werde.
In der Nacht klopft Jeremy an Grace’ Tür, geschickt von Caroline, die sich um merkwürdige Flecke, die sie habe, sorgt. Grace meint kopfschüttelnd, sie habe nichts, außer kleinen Flohbissen. Der kleine Christopher allerdings ist schwerkrank, ohne dass seine Mutter das bemerkt zu haben scheint. Grace nimmt ihn in ihre Obhut. Für Jeremy wird die Lage immer schwieriger, als man ihm dann auch noch nahelegt, von sich aus zu kündigen. Betty allerdings rät Grace, sich über alle Moralvorstellungen hinwegzusetzen, es sei ihr Leben und sie solle ihre Liebe leben.
Die Lage ändert sich schlagartig, als Bruce Franklin, Caroline Bernetts Liebhaber, im Tal auftaucht, um Caroline davon zu überzeugen mit ihm zu gehen, da er inzwischen wieder zu viel Geld gekommen sei und ihr ein luxuriöses Leben bieten könne. Und wieder verschwindet Caroline ohne eine Nachricht zu hinterlassen. Nur wenig später wird Grace zu einem Unfall gerufen. Bruce Franklin ist tot und Caroline schwer verletzt. In ihren letzten Worten, die sie an Jeremy richtet, bittet sie ihn um Verzeihung für ihre Selbstsüchtigkeit. Sie habe nicht anders gekonnt. 
„Grace großer Traum wurde wahr, einmal das Meer zu sehen – den Pazifik. Grace und Jeremy blieben nach ihrer Rückkehr so glücklich wie am ersten Tag. Margret und Henry bekamen noch vier weitere Kinder und Grace praktizierte bis ins hohe Alter. Aus dem kleinen Christopher wurde der erste Gouverneur unseres Staates. Aber das ist eine andere Geschichte.“

## Produktionsnotizen, Veröffentlichung
Produziert wurde der Film von der Videoscope Fernseh-Film GmbH. Die Dreharbeiten fanden im weiteren Umkreis von Calgary in der Provinz Alberta (teilweise bis in die Rocky Mountains hinein) in Kanada statt. Claus Beling, von dem auch die Idee zur Reihe stammt, war der verantwortliche Leiter beim ZDF. Im Zentrum der Reihe stehen junge Siedlerfrauen, die am Anfang des 20. Jahrhunderts wahrhaft Existenzkämpfe bewältigen mussten, um ihre Familien während der Erschließung des Westens durchzubringen. Beling wollte diese Zeit einmal aus einer anderen Perspektive beleuchtet wissen. Eine Produktion auf kanadischem Boden zu stemmen, war nicht ganz einfach, man wollte aber keinen kanadischen Koproduzenten, da man befürchtete, dass dieser „eine ganz andere Perspektive in die Geschichten miteingebracht“ hätte. „Wir legen großen Wert drauf, Herr im eigenen Haus zu sein“, stellte Beling klar. Geschafft habe man es auch, die Produktion „auch ohne ausländische Beteiligung“ im „relativ normalen Kostenbereich“ zu halten, „der nicht exorbitant aus der Reihe“ falle.
Der Film wurde vom ZDF am 12. Februar 2006 im Rahmen des „Großen ZDF-Sonntagsfilms“ erstausgestrahlt. In Frankreich erfolgte eine Veröffentlichung am 27. Februar 2007, in Italien am 21. Juni 2009. 
Die ersten drei Filme der Reihe erschienen am 4. Dezember 2006 auf DVD, herausgegeben von der Universum Film GmbH.

## Kritik
Kino.de führte zu den ersten drei Filmen aus: „Drei melodramatische Erzählungen aus der großen weiten Welt der kanadischen Natur. Barbara Engelkes große Kanada-Erzählungen über starke Frauen wurden aufwändig verfilmt. Großartige Landschaftsaufnahmen inmitten unberührter Natur lassen somit auch leicht über die eine oder andere Storyschwäche hinweg blicken. Seichte Unterhaltung, große Melodramatik und die über allem stehende unerfüllbare Liebe geben in diesen ZDF-Verfilmungen den Ton an.“
TV Spielfilm gab für Action und Spannung je einen von drei möglichen Punkten, zeigte mit dem Daumen nach rechts und schrieb: „Noch ein Film aus der Reihe über das harte (Gefühls-)Leben der Siedlerfrauen im 19. Jahrhundert“, um dann wenig respektvoll festzustellen: „Kennste einen davon, kennste alle…“
Prisma stellte lapidar fest: „Große Gefühle in einem weiten Land.“